# Nhà hát Hài kịch Budapest
Nhà hát Hài kịch Budapest (tiếng Hungary: Vígszínház; tiếng Anh: Comedy Theatre of Budapest) là một nhà hát nằm ở Budapest. Ra đời vào giữa thế kỉ 19 và 20 nhằm đối trọng với Nhà hát Quốc gia bảo thủ, địa danh này bệ phóng tiên phong cho kịch nghệ của người Hungary, đồng thời là một trong những nhà hát lâu đời nhất của thành phố vẫn còn mở cửa hoạt động.

## Tòa nhà
Nhà hát Hài kịch Vígszínház được thiết kế bởi bộ đôi kiến trúc sư Ferdinand Fellner và Hermann Helmer - tác giả của hơn 47 tòa nhà hát tối tân nhất trên khắp châu Âu châu Âu. Những người gây quỹ xây dựng nhà hát gồm có ba bên: Bá tước István Keglevich, nhà văn Ferenc Szécsi và doanh nhân địa phương Gábor Faludi. Mặt bằng khu vực vốn là một khu đầm lầy từ lâu, nhưng trong vài năm kế tiếp, nó đã phát triển thành quận Lipótváros của giai cấp tư sản. Công trình được khởi công vào năm 1895 và kéo dài trong một năm, hoàn thành vào ngày 1 tháng 5 năm 1896. Nhà hát có 3 bộ phận chính: sân khấu, bao gồm các tầng thượng; hàng ghế ngồi thấp hơn; và sảnh lối vào; tòa nhà được xây dựng theo lối hậu lịch sử với kích thước lớn, một lối dành cho xe cộ trang trọng và được trang trí theo kiểu baroque, chủ yếu là sơn màu vàng. Khác với các nhà hát đương đại, Vígszínház có ba hàng ghế hình hộp, những hành lang lớn và khu vực công cộng, cộng thêm các lối cầu thang rộng nhằn hưởng ứng lời kêu gọi của đời sống xã hội đang ngày một phát triển nhanh chóng ở Budapest.

## Lịch sử ra đời

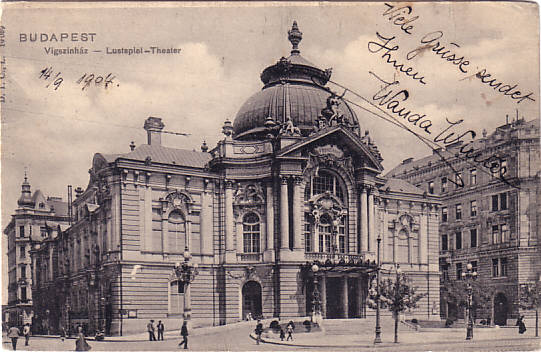
Nhà hát Hài kịch vào năm 1904.

Mór Ditrói là vị giám đốc đầu tiên của Nhà hát, ông đến từ vùng Kolozsvár (tức Cluj-Napoca ngày nay). Ông còn đem đến một đoàn diễn viên trẻ, là những người vô danh với khán giả Budapest lúc bấy giờ. Họ nhanh chóng tạo ra một tiết mục hiện đại và độc đáo khác hẳn với nhà hát cổ điển thời đó, với những sắc thái hài kịch của Pháp, hài đương đại của người Hungary (là bệ phóng sự nghiệp của Ferenc Molnár, Sándor Bródy hay Jenő Heltai) và các vở kịch ngoại quốc (như của Irwine Shaw, Bertold Brecht, Anton Chekhov). Vígszínház còn là sân chơi khởi đầu và ngôi nhà của nhiều tên tuổi lớn nhất trong làng kịch nghệ thế giới ở đầu thế kỉ trước, như Gyula Csortos, Lili Darvas, Lili Muráti, Artur Somlay, Klári Tolnay hay Gyula Kabos.
Trong những ngày cuối cùng của Thế chiến II, vào ngày 1 tháng 1 năm 1945, nhà hát đã bị ném bom, nên công ty đã chuyển tới Nhà hát Radius Movie nằm ở phố Nagymező. Công đoạn phục dựng nhà hát khởi động dưới sự giám sát của Oszkár Kaufmann. Cũng như các tổ chức nghệ thuật khác, Vígszínház bị quốc hữu hóa vào năm 1949 (trước thời điểm này nó hoạt động như là một nhà hát tư nhân). Nhà hát tái mở cửa vào năm 1951 dưới cái tên Nhà hát Quân đội Nhân Dân. Sau khi lấy lại tên gọi đầu tiên vào năm 1960, Vígszínház một lần nữa trở thành trung tâm của kịch nghệ đương đại, tổ chức những vở diễn tới từ các học giả Hungary như Gábor Thurzó, Gyula Illyés, István Örkény, hoặc các học giả cổ điển thế kỉ 20 như Arthur Miller hay Friedrich Dürrenmatt. Năm 1973, Nhà hát công diễn vở kịch nổi tiếng Képzelt riport egy amerikai popfesztiválról (An Imaginary Report on an American Rock Festival), dẫn sự ra đời của nhiều vở nhạc kịch dưới sự giám sát của Gábor Presser. Tòa nhà trải qua công đoạn đại tu vào năm 1994.